# Pierre-Marius-Ernest Gibert
Pierre-Marius-Ernest Gibert, francoski general, * 1885, † 1967.